# (7936) Mikemagee
(7936) Mikemagee est un astéroïde de la ceinture principale.

## Description
(7936) Mikemagee est un astéroïde de la ceinture principale. Il fut découvert le 30 juillet 1990 à l'Observatoire Palomar par Henry E. Holt. Il présente une orbite caractérisée par un demi-grand axe de 2,32 UA, une excentricité de 0,13 et une inclinaison de 8,3° par rapport à l'écliptique.

## Compléments